# 曲秉善

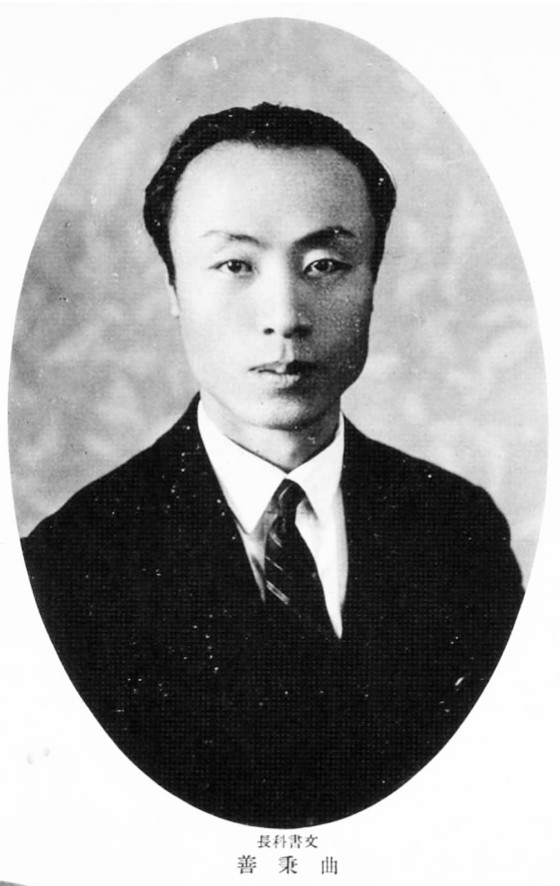
1934年《大満洲国建国紀念写真帖》文书科长曲秉善

曲秉善（1901年—？）又名子良、孟同，辽宁省沈阳县人，满洲国政治人物。

## 生平
曲秉善毕业于沈阳满洲医科大学。曾任沈阳警官学校医学卫生教授。满洲国成立后，任满洲国民政部文书科长、理事官、资料科长、黑河省民政厅长。1937年7月任内务局参事官。1938年任协和会中央本部实践部长。1943年4月，四平省首任省长徐家桓调离，曲秉善接任四平省省长，直至四平省瓦解。1945年日本投降后，曲秉善被苏联红军逮捕，关押在苏联。1950年，被遣返回中华人民共和国后，收监于抚顺战犯管理所。1964年12月，曲秉善获得特赦后被安置就业。